# 光明 (北九州市)
光明（こうみょう）は福岡県北九州市八幡西区の地名。光明一丁目から二丁目の町がある。住居表示実施済み。郵便番号は807-0824。

## 地理
八幡西区の北部西側に位置し、北に楠木、東に友田、南に中須 (北九州市)、西に折尾、北西に丸尾町と接する。

### 河川
- 一級河川 新々堀川

## 地域の特徴
町域の南縁に沿って新々堀川が東流し、少し離れて国道199号(旧道)が並行する。町域の南側から走ってきた県道281号下上津役折尾線が光明二丁目交差点で国道199号(旧道)に接続する。町域東部の一丁目は平坦だが、西部の二丁目は起伏のある地形となっている。一丁目に折尾警察署，八幡西区役所折尾出張所，八幡西消防署折尾分署，北九州市立折尾東小学校、二丁目に北九州市立折尾東市民センター，NTT西日本折尾電話交換所，北九州市福祉事業団折尾丸山保育所,北九州市営光明団地がある。

## 歴史
住居表示実施前は折尾町光明と通称していた地域。二丁目付近は折尾丸山とも呼ばれており、保育所に名を残している。1962年に折尾東小学校が設立されるまでは、一丁目は主に水田、二丁目は林であった。1997年3月31日にに折尾警察署が一丁目に移転。また1998年6月1日には八幡西区役所折尾出張所と八幡西消防署折尾分署も一丁目に移転した。

### 地名の由来
大字折尾の字、光明より。

### 沿革
- 1973年（昭和48年）6月1日 - 光明一丁目 - 二丁目新設[5]。
- 1974年（昭和49年）4月1日 - 八幡区が八幡西区と八幡東区に分かれ、八幡区光明一丁目 - 二丁目は八幡西区光明一丁目 - 二丁目となる[6]。

### 町名の変遷
| 実施内容          | 実施年月日               | 実施後     | 実施前         |
| ----------------- | ------------------------ | ---------- | -------------- |
| 町名新設 住居表示 | 1973年（昭和48年）6月1日 | 光明一丁目 | 大字折尾の一部 |
| 町名新設 住居表示 | 1973年（昭和48年）6月1日 | 光明二丁目 | 大字折尾の一部 |

## 世帯数と人口
2025年（令和7年）3月31日現在（北九州市発表）の世帯数と人口は以下の通りである。
| 町         | 世帯数  | 人口    |
| ---------- | ------- | ------- |
| 光明一丁目 | 260世帯 | 525人   |
| 光明二丁目 | 637世帯 | 1,096人 |
| 計         | 897世帯 | 1,621人 |

### 人口の変遷
国勢調査による人口の推移。
| 1995年（平成7年）  | 1,790人 | [ 8 ]  |  |
| 2000年（平成12年） | 1,803人 | [ 9 ]  |  |
| 2005年（平成17年） | 1,648人 | [ 10 ] |  |
| 2010年（平成22年） | 1,802人 | [ 11 ] |  |
| 2015年（平成27年） | 1,831人 | [ 12 ] |  |
| 2020年（令和2年）  | 1,731人 | [ 13 ] |  |

### 世帯数の変遷
国勢調査による世帯数の推移。
| 1995年（平成7年）  | 780世帯 | [ 8 ]  |  |
| 2000年（平成12年） | 843世帯 | [ 9 ]  |  |
| 2005年（平成17年） | 756世帯 | [ 10 ] |  |
| 2010年（平成22年） | 869世帯 | [ 11 ] |  |
| 2015年（平成27年） | 889世帯 | [ 12 ] |  |
| 2020年（令和2年）  | 852世帯 | [ 13 ] |  |

## 学区
市立小・中学校に通う場合、学区は以下の通りとなる。
| 町         | 街区 | 小学校                 | 中学校               |
| ---------- | ---- | ---------------------- | -------------------- |
| 光明一丁目 | 全域 | 北九州市立折尾東小学校 | 北九州市立折尾中学校 |
| 光明二丁目 | 全域 | 北九州市立折尾東小学校 | 北九州市立折尾中学校 |

## 交通

### バス
域内のバス停と系統は以下のとおりである。
| 運行事業者 | 運行事業者       | 西鉄バス北九州 | 西鉄バス北九州 | 北九州市交通局 | 北九州市交通局 | 北九州市交通局 |
| 系統       | 系統             | 無番           | 1              | 31循           | 36             | 55             |
| 停留所     | 折尾光明         | ○              | ○              | ○              | ○              | ○              |
| 停留所     | 折尾警察署       | ○              | ○              |                |                |                |
| 停留所     | 折尾出張所前     |                |                | ○              | ○              | ○              |
| 停留所     | 折尾東小学校入口 |                |                | ○              | ○              | ○              |

### 道路
- 国道199号(旧道)
- 県道281号下上津役折尾線

## 施設

### 役所・公的機関
- 折尾警察署
- 八幡西区役所折尾出張所
- 八幡西消防署折尾分署
- NTT西日本折尾電話交換所

### 公共施設
- 北九州市立折尾東市民センター
- 光明団地集会所

### 教育施設
- 北九州市立折尾東小学校

### 金融機関
- JA北九 折尾支店

### 商業施設
- ユニクロ 折尾店

### 社会福祉施設
- 北九州市福祉事業団折尾丸山保育所

### 公営住宅
- 北九州市営光明団地

### 公園
- 光明二丁目公園